# Libanontribunaal
Het Libanontribunaal (Engels: Special Tribunal for Lebanon, Frans: Tribunal spécial pour le Liban, Arabisch: 'المحكمة الخاصة بلبنان' of almahkamat alkhassat bilubnan) is een internationaal hof dat de taak heeft de daders te berechten van de aanslag op de Libanese premier Rafik Hariri. Het Hof is opgericht door middel van een resolutie van de VN-Veiligheidsraad en zetelt in Leidschendam in Nederland. De officiële werktalen van het tribunaal zijn Arabisch, Engels en Frans.

## Voorgeschiedenis
Na de onafhankelijkheid van Libanon in 1943 liepen de spanningen tussen de verschillende bevolkingsgroepen hoog op. Dit leidde tot de eerste en tweede Libanese burgeroorlogen van 1958 en 1975. In het daarop volgende jaar vroeg president Suleiman Franjieh om Syrische militaire steun, die hij ook kreeg. Het vredesakkoord van Taif bracht een einde aan de burgeroorlog in 1989 en voorzag in het vertrek van alle Syrische militairen binnen twee jaar tijd. In 1992 werd Rafik Hariri benoemd tot premier van Libanon. Als premier onderhield hij goede banden met de Syrische president Hafez al-Assad, die nog steeds tienduizenden militairen in Libanon had gestationeerd. Na de dood van Hafez al-Assad in 2000 verzuurde de relatie tussen Libanon en Hafez' opvolger Bashar al-Assad, mede door de steun van Libanon aan Frankrijk en de Verenigde Staten. Op 2 september 2004 nam de VN-Veiligheidsraad resolutie 1559 aan, die opriep tot vrije presidentsverkiezingen en de terugtrekking van het Syrische leger. Op 3 september 2004 nam het Libanese parlement echter een grondwetswijziging aan, waardoor de zittende president Emile Lahoud's ambtstermijn met drie jaar werd verlengd. Op 4 oktober 2004 legde Hariri zijn functie als premier van Libanon neer. Op 14 februari 2005 kwam hij, samen met tweeëntwintig anderen, om het leven door een bomaanslag in Beiroet. In april 2005 trokken Syrische militairen zich onder internationale druk terug uit Libanon.

### Reactie van de Veiligheidsraad
Op 15 februari 2005 veroordeelde de Raad de moord op oud-premier Hariri en riep hij de Libanese regering op om de daders te vinden en te berechten. Op 7 april kwam de Raad tot de conclusie dat Libanon zelf niet in staat was deugdelijk onderzoek te doen naar de aanslag en met instemming van de Libanese regering werd in resolutie 1595 de 'International Independent Investigation Commission' opgericht, die onderzoek naar de aanslag moest verrichten.
Het eerste verslag van de commissie, onder leiding van Detlev Mehlis, werd op 20 oktober 2005 naar de Raad gestuurd. In het verslag werd onder andere de aandacht gevestigd op de rol van de Syrische veiligheidsdiensten. De commissie concludeerde dat er bewijs was voor zowel een Libanese als een Syrische rol in de aanslag. Een tweede verslag met meer bewijsmateriaal volgde. In dat verslag werden 19 personen genoemd die verdacht werden van betrokkenheid bij de aanslag. Niet veel later moest Mehlis echter het land verlaten, omdat hij doodsbedreigingen ontving. De internationale commissie kwam in de tussentijd met nog negen nieuwe verslagen. Het laatste verslag werd op 3 december 2008 uitgebracht door de commissie, nu onder leiding van Daniel Bellemare. In het verslag werden geen verdachten genoemd, ook werd er geen direct verband met Syrië gelegd. De commissie droeg haar bevoegdheden vervolgens over aan het Libanontribunaal, waar Bellemare tot openbaar aanklager werd benoemd.
De premier van Libanon verzocht de VN-Secretaris-Generaal op 13 december 2005 om 'de oprichting van een internationaal tribunaal belast met de berechting van allen die verantwoordelijk zijn voor het terroristische misdrijf'. Naar aanleiding van dit verzoek verzocht de Veiligheidsraad de Secretaris-Generaal een overeenkomst te sluiten met Libanon, om te komen tot "de oprichting van een internationaal tribunaal gebaseerd op de hoogste internationale strafrechtelijke normen".
Naar aanleiding van deze onderhandelingen nam de Raad op 30 mei 2007 resolutie 1757 aan met tien tegen nul stemmen bij vijf onthoudingen. De resolutie bevat het besluit tot oprichting van een Speciaal Tribunaal voor Libanon. Het tribunaal heeft tot taak om 'de personen te vervolgen die verantwoordelijk zijn voor de aanslag van 14 februari 2005 die resulteerde in de dood van de voormalige Libanese minister-president Rafiq Hariri en in de dood of verwonding van anderen.'

## Samenstelling
Het tribunaal heeft een gemengde samenstelling: een minderheid van Libanese en een meerderheid van niet-Libanese rechters. Het kent twee kamers: een Kamer van Eerste Aanleg met drie rechters (één Libanese en twee internationale rechters) en een Kamer van Beroep met vijf rechters (twee Libanees, drie internationaal). Voorts zijn er een internationale rechter-commissaris en twee plaatsvervangende rechters. De aanklager is onafhankelijk van de Libanese regering en is benoemd door de secretaris-generaal van de VN. De maximumstraf die het tribunaal kan opleggen is levenslange gevangenisstraf.

## Vestiging in Nederland
Als plaats van vestiging van het tribunaal werd aanvankelijk onder andere Cyprus overwogen. Maar op 23 juli 2007 schreef de secretaris-generaal van de Verenigde Naties Ban Ki Moon een brief aan de Nederlandse premier Jan Peter Balkenende met de vraag of het Libanontribunaal in Nederland kan worden gevestigd. De Nederlandse regering reageerde hierop voorlopig positief. Op 21 december 2007 stemde het Nederlandse kabinet definitief in, nadat met de VN overeenstemming bereikt was over de kosten, de beveiliging en de detentie van de veroordeelden. Besloten werd het tribunaal onder te brengen in Leidschendam, in het voormalige gebouw van de Algemene Inlichtingen- en Veiligheidsdienst (AIVD).

## Benoemingen
VN-secretaris-generaal Ban Ki-Moon benoemde al op 16 november 2007 de Canadese jurist Daniel Bellemare tot aanklager bij dit tribunaal, en op 1 maart 2009 trad Bellemare in functie. Andere benoemingen volgden later. Op 11 maart 2009 benoemde Ban Ki-Moon tot griffier de Britse jurist Robin Vincent, voormalig griffier van het Sierra Leone-tribunaal. Op 24 maart 2009 werd de Italiaanse rechter Antonio Cassese, voormalig president van het Joegoslaviëtribunaal, tot president van het tribunaal benoemd en een Belgische rechter, de voormalige Brusselse onderzoeksrechter Daniel Fransen, tot rechter-commissaris. België had hem op 21 september 2007 kandidaat gesteld.
Ban Ki-moon benoemde op 9 juli 2009 VN-assistent-secretaris-generaal David Tolbert tot griffier, als opvolger van Robin Vincent. Tolbert trad in functie op 26 augustus 2009. Op 10 december 2010 werd tot griffier benoemd de Nederlandse jurist Herman von Hebel, tot dan toe waarnemend griffier. Nadat Cassese om gezondheidsredenen afgetreden was, werd de Nieuw-Zeelandse rechter Sir David Baragwanath op 10 oktober 2011 door de Kamer van Beroep tot president van het tribunaal gekozen.

## Begin werkzaamheden
Op 1 maart 2009 hield het tribunaal zijn openingsceremonie als formeel begin van zijn werkzaamheden. Aanklager Bellemare sprak tegenover de 350 medewerkers van "het eerste internationale antiterroristentribunaal". Hij kondigde aan dat hij om uitlevering zou vragen van de vier Libanese generaals die al sinds augustus 2005 in Libanon vastzaten in verband met de moord op Hariri. Dit betrof de voormalige chefs van de veiligheidsdiensten die als pro-Syrisch beschouwd werden en zouden hebben samengespannen met Syrische leiders om Hariri te vermoorden, namelijk:
- generaal Jamil El Sayed, voormalig hoofd van de Algemene Veiligheidsdienst
- generaal Ali el-Hajj, voormalig hoofd van de politie,
- brigade-generaal Raymond Azar, voormalig hoofd van de militaire inlichtingendienst en
- brigade-generaal Mustafa Hamdan, voormalig hoofd van de Republikeinse Garde.

## Vrijlating van de vier generaals
Op 15 april 2009 gelastte rechter-commissaris Fransen de aanklager om uiterlijk op 27 april een motivering te geven of de detentie van de vier in Libanon gedetineerde generaals wel of niet verlengd moest worden. Op 27 april 2009 diende aanklager Bellemare zijn conclusies in. Hij concludeerde dat er onvoldoende bewijsmateriaal was om aanklachten tegen de vier gedetineerden uit te brengen, en dat om die reden hij niet om hun voorlopige hechtenis kon verzoeken en zich niet tegen hun vrijlating zou verzetten. De aanklager benadrukte dat het onderzoek niet beperkt is tot deze vier personen, maar veel breder is, en voortgezet wordt. Ook dat hij alsnog om hechtenis en inbeschuldigingstelling van de vier zou vragen als er alsnog geloofwaardig bewijsmateriaal tegen hen gevonden zou worden.
Op 29 april gelastte de rechter-commissaris de vrijlating van de vier Libanese generaals. Enkele uren later volgde in Libanon hun vrijlating, die in de hoofdstad Beiroet leidde tot hevige uitingen van vreugde, voornamelijk in de wijken waar de militante beweging van sjiitische moslims Hezbollah veel aanhang heeft.

## Eis tot eerherstel van El Sayed
Op 13 juli 2010 hield het tribunaal de eerste openbare zitting. Deze was gewijd aan de eis tot eerherstel die was ingediend door een van de vier lange tijd gedetineerden, generaal Jamil El Sayed. Generaal El Sayed stelde dat hij onrechtmatig gedetineerd is gehouden op grond van valse getuigenissen die volgens hem in het bezit van de aanklager zijn. Hij eiste toegang tot dit materiaal om dit te kunnen gebruiken in civiele procedures in Libanon.
Aanklager Bellemare stelde dat het tribunaal geen rechtsmacht heeft om hierover te beslissen. Rechter-commissaris Fransen verwierp dit standpunt en sprak uit dat het tribunaal bevoegd is de eis van El Sayed in behandeling te nemen. De aanklager tekende tegen deze uitspraak beroep aan, maar dit beroep werd op 10 november 2010 door de Kamer van Beroep verworpen. De uitspraak hield in dat El Sayed voldoende juridische gronden heeft om deze eis in te stellen en dat het tribunaal bevoegd is de eis in behandeling te nemen. Rechter-commissaris Fransen nam vervolgens op 12 mei 2011 de beslissing dat ruim 270 documenten ter beschikking zouden worden gesteld aan generaal El Sayed of zijn advocaat, met onder meer als voorwaarde dat deze documenten slechts voor "wettige doeleinden" gebruikt mochten worden.

## Regeringscrisis in Libanon door naderende aanklachten
In de zomer van 2010 verklaarde Hezbollah-leider Hassan Nasrallah dat hij van de Libanese minister-president Saad Hariri (zoon van de in 2005 vermoorde Rafik Hariri) had vernomen dat het tribunaal zich opmaakte enkele als "ongedisciplineerd" aangeduide leden van Hezbollah aan te klagen. Volgens Nasrallah zou dit ongegrond zijn en mogelijk veroorzaakt zijn door manipulaties van de kant van Israël. De mogelijke aanklachten werden door het tribunaal noch tegengesproken noch bevestigd. Premier Hariri verklaarde op 6 september 2010 dat hij destijds ten onrechte Syrië beschuldigd had van de moord op zijn vader, en dat dit "een politieke beschuldiging" was geweest. De Libanese regering weigerde echter om in het zicht van de naderende aanklachten de samenwerking met het tribunaal te verbreken. Dit was op 12 januari 2011 voor Hezbollah reden om de tien ministers van het Hezbollah-kamp terug te trekken uit de Libanese regering, hetgeen de val van deze regering betekende. Nasrallah verklaarde dat er, evenals in de zaak tegen de vier generaals, ook nu wel weer valse getuigenissen in het geding zouden zijn. Hij noemde het uitgesloten dat leden van Hezbollah zouden worden uitgeleverd aan het tribunaal, dat volgens hem "in dienst van Israël en de Verenigde Staten staat".

## Aangeklaagden

### Vier aanklachten uitgebracht
Op 17 januari 2011 maakte aanklager Bellemare bekend dat hij een inbeschuldigingstelling met ondersteunend materiaal had voorgelegd aan de rechter-commissaris. In afwachting van de beslissing van rechter-commissaris Fransen of deze bevestigd zou worden werden nog geen mededelingen gedaan over de namen van de aangeklaagden of over het aantal aanklachten.
Reeds de volgende dag leidde de bekendmaking in Leidschendam tot beroering in Libanons hoofdstad Beiroet. Aanhangers van Hezbollah verzamelden zich in de straten. Scholen gingen dicht, en bij velen leefde de vrees voor nieuw bloedvergieten of zelfs voor een herleving van de Libanese burgeroorlog.
Op 30 juni 2011 volgde de bekendmaking dat er vier tenlasteleggingen plus arrestatiebevelen waren overgebracht aan de Libanese autoriteiten. De rechter-commissaris gelastte geheimhouding van de namen, maar de media in Libanon wisten deze meteen te vermelden. Het betrof vier Libanezen, onder wie twee hoge functionarissen van Hezbollah. Internationale arrestatiebevelen volgden op 8 juli. Op 29 juli 2011 maakte de rechter-commissaris op verzoek van de aanklager de vier namen openbaar, omdat dit de arrestatie van de verdachten zou kunnen vergemakkelijken. Het betrof:
- Mustafa Badreddine, hoofd operaties van Hezbollah. Hij zou het brein geweest zijn achter het complot om Hariri te vermoorden.
- Salim Ayyash, ook een prominent Hezbollah-lid. Hij zou de leiding gehad hebben over de cel die de aanslag uitvoerde.
- Hussein Oneissi, beschuldigd van medeplichtigheid.
- Assad Sabra, beschuldigd van medeplichtigheid.

### Vijfde aangeklaagde
Op 10 oktober 2013 maakte het tribunaal een vijfde aanklacht en arrestatiebevel bekend, namelijk tegen
- Hassan Habib Merhi, beschuldigd van medeplichtigheid.

De in augustus uitgebrachte aanklacht was tot dan toe geheimgehouden, maar werd nu gepubliceerd omdat de Libanese overheid ook deze verdachte niet had gevonden en uitgeleverd.

### Berechting bij verstek
De Strafkamer van het tribunaal besloot op 1 februari 2012 de vier verdachten te berechten bij verstek (afwezigheid van de verdachten). De Strafkamer nam het besluit op grond van door de aanklager overgelegde stukken waaruit bleek dat de Libanese autoriteiten vele pogingen hadden ondernomen de verblijfplaats van de verdachten te achterhalen. De conclusie was dat alle redelijke stappen ondernomen waren om de verdachten in kennis te stellen van de aanklachten. De verdediging ging in beroep tegen het besluit dat de verdachten in hun afwezigheid berecht konden worden, maar dit beroep werd op 1 november 2012 door de Kamer van Beroep verworpen. Het Libanontribunaal is het enige internationale tribunaal dat de bevoegdheid heeft verdachten bij verstek te berechten.
Op 16 januari 2014 begon het proces tegen de eerste vier verdachten. Op 11 februari 2014 besloot het tribunaal de zaak tegen Hassan Merhi bij de zaak tegen deze vier te voegen. De zaak werd verdaagd om de verdediging van Merhi tijd te geven zich voor te bereiden. Op 18 juni 2014 is het proces hervat.

### Mustafa Badreddine gedood
Op 13 mei 2016 maakte Hezbollah bekend dat het hoofd van zijn militaire operaties, Mustafa Badreddine, in Syrië gedood is door een grote explosie nabij het vliegveld van Damascus. Hezbollah kondigde een onderzoek aan en wees niet direct een schuldige aan, maar zowel in Libanon als in Israël veronderstelden diverse media dat Israël een luchtaanval had uitgevoerd. De volgende dag verklaarde Hezbollah echter dat soennitische Syrische opstandelingen voor de moord verantwoordelijk waren.
Op 1 juni 2016 besloot de Strafkamer van het tribunaal bij meerderheid van stemmen het proces tegen Badreddine toch voort te zetten zolang van de regering van Libanon geen afdoende bewijs van zijn dood ontvangen was.

## Vonnis
Het tribunaal kwam ten slotte op 18 augustus 2020 tot een uitspraak, vervat in een document van 2600 pagina's. Alleen van Salim Jamil Ayyash (Hezbollah) kon de schuld onomstotelijk worden vastgesteld middels de door hem gebruikte telefoon. De andere drie verdachten werden vrijgesproken. Het vonnis had geen gevolgen, omdat de Libanese regering, gegijzeld als ze is door Hezbollah, onmachtig is om hieraan uitvoering te geven. Het Libanon tribunaal verdween daarna in alle stilte van het internationale gerechtelijke toneel.